# 579 (szám)
Az 579 (római számmal: DLXXIX) egy természetes szám, félprím, a 3 és a 193 szorzata.

## A szám a matematikában
A tízes számrendszerbeli 579-es a kettes számrendszerben 1001000011, a nyolcas számrendszerben 1103, a tizenhatos számrendszerben 243 alakban írható fel.
Az 579 páratlan szám, összetett szám, azon belül félprím, kanonikus alakban a 31 · 1931 szorzattal, normálalakban az 5,79 · 102 szorzattal írható fel. Négy osztója van a természetes számok halmazán, ezek növekvő sorrendben: 1, 3, 193 és 579.
Az 579 négyzete 335 241, köbe 194 104 539, négyzetgyöke 24,06242, köbgyöke 8,33476, reciproka 0,0017271. Az 579 egység sugarú kör kerülete 3637,96429 egység, területe 1 053 190,663 területegység; az 579 egység sugarú gömb térfogata 813 063 191,7 térfogategység.